# 盘龙区
盘龙区是中华人民共和国云南省昆明市下辖的市辖区，因境内的盘龙江而得名。盘龙区是昆明主城四区之一，位于主城区东北部，东、南与嵩明县和官渡区相邻，西南隔盘龙江与五华区相望，西北与富民县毗邻，北接寻甸回族彝族自治县。全区面积869平方千米，2020年总人口98.80万人，区人民政府駐龙泉街道。

## 历史
盘龙区历史悠久，唐朝永泰元年（765年），南诏王阁罗凤派其长子凤伽异在境内筑拓东城，意在“开拓东境”，是昆明最早的城市雏形。元朝建立的云南行省，在昆明设置中庆路，把省治从大理迁到昆明，从此昆明成为全省经济、政治、文化和交通中心。明、清时期，昆明城区作为云南府城，全省的重要行政机构大部分都在盘龙区境内。 
1953年，在昆明城区设立了一、二、三、四区。1956年，一、三两区合并成立盘龙区。1966年“文化大革命”初期易名为“东风区”，1968年重新恢复盘龙区名称。2004年8月昆明主城4区行政区划前，盘龙区下辖长春、东站、东华、董家湾、环城、金碧、南强、太和、拓东、小南、珠玑 11个街道办事处，58个社区，辖区面积15.1平方千米。行政区划调整后，盘龙区位于盘龙江右岸主城中心区的部分并入五华、西山两区，位于拓东路、人民东路以南的部分并入官渡区，原属官渡区的龙泉镇、小河乡、双龙乡、金马街道一部分等城郊农村地区并入，辖区面积345.83平方千米。2009年起，嵩明县的阿子营镇和滇源镇由盘龙区代管，辖区面积增加为886.93平方千米。2018年3月，阿子营和滇源正式划归盘龙区管辖。

## 行政区划
盘龙区下辖12个街道办事处：
拓东街道、鼓楼街道、东华街道、联盟街道、金辰街道、青云街道、龙泉街道、茨坝街道、双龙街道、松华街道、滇源街道和阿子营街道。
其中双龙、松华、滇源、阿子营4个街道由盘龙区松华坝水源保护区管理。

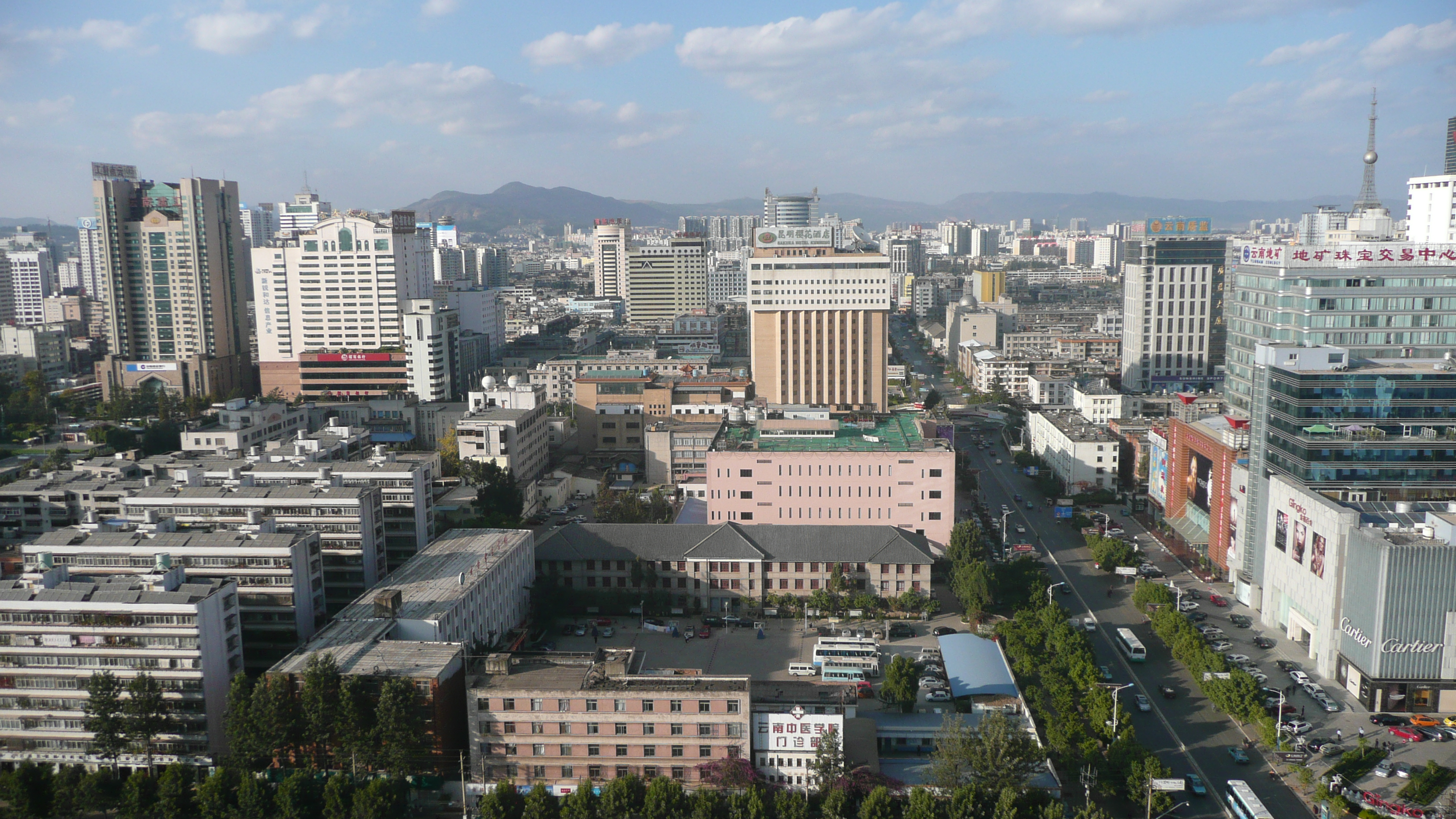
拓东街道
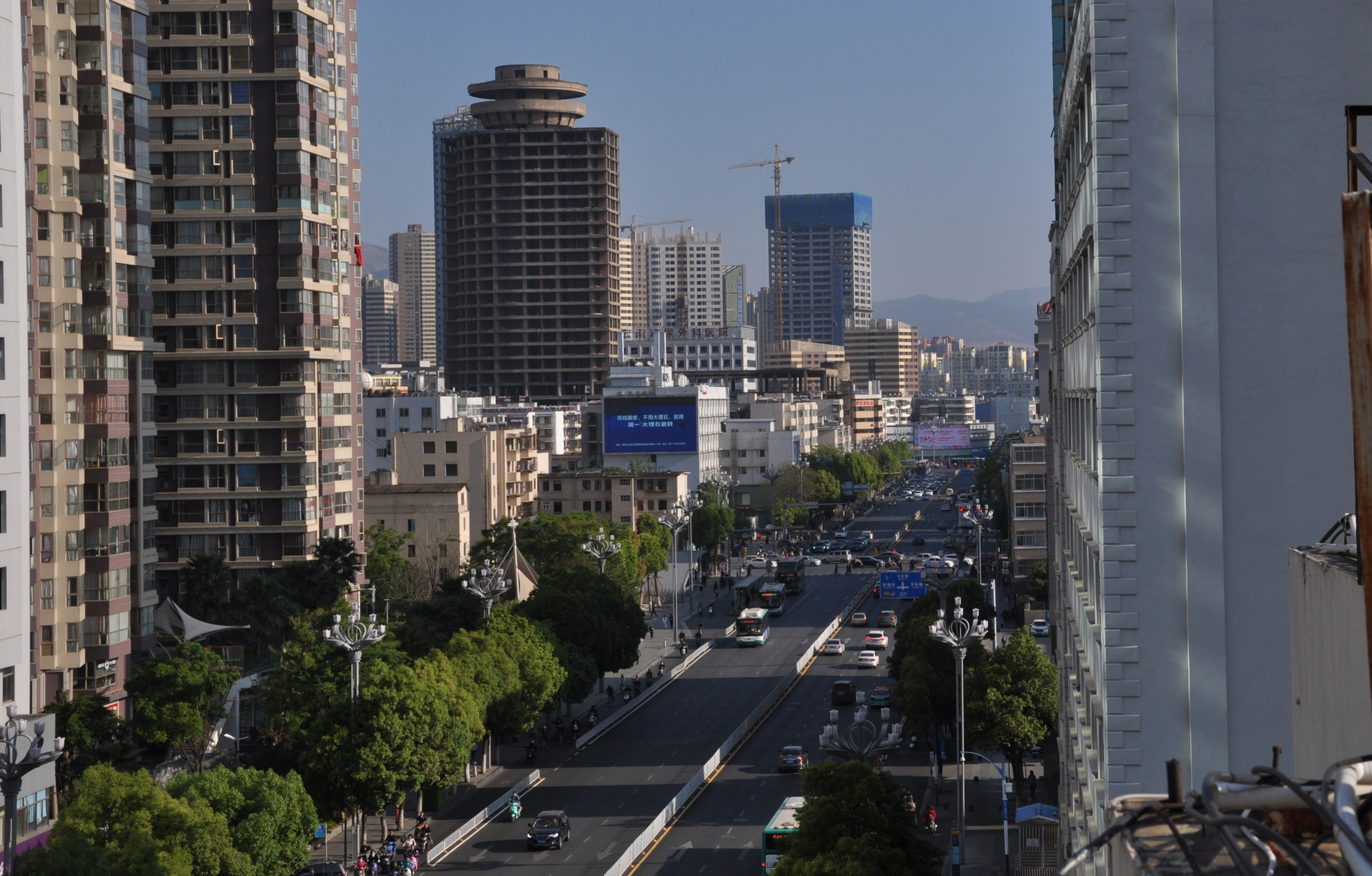
鼓楼街道
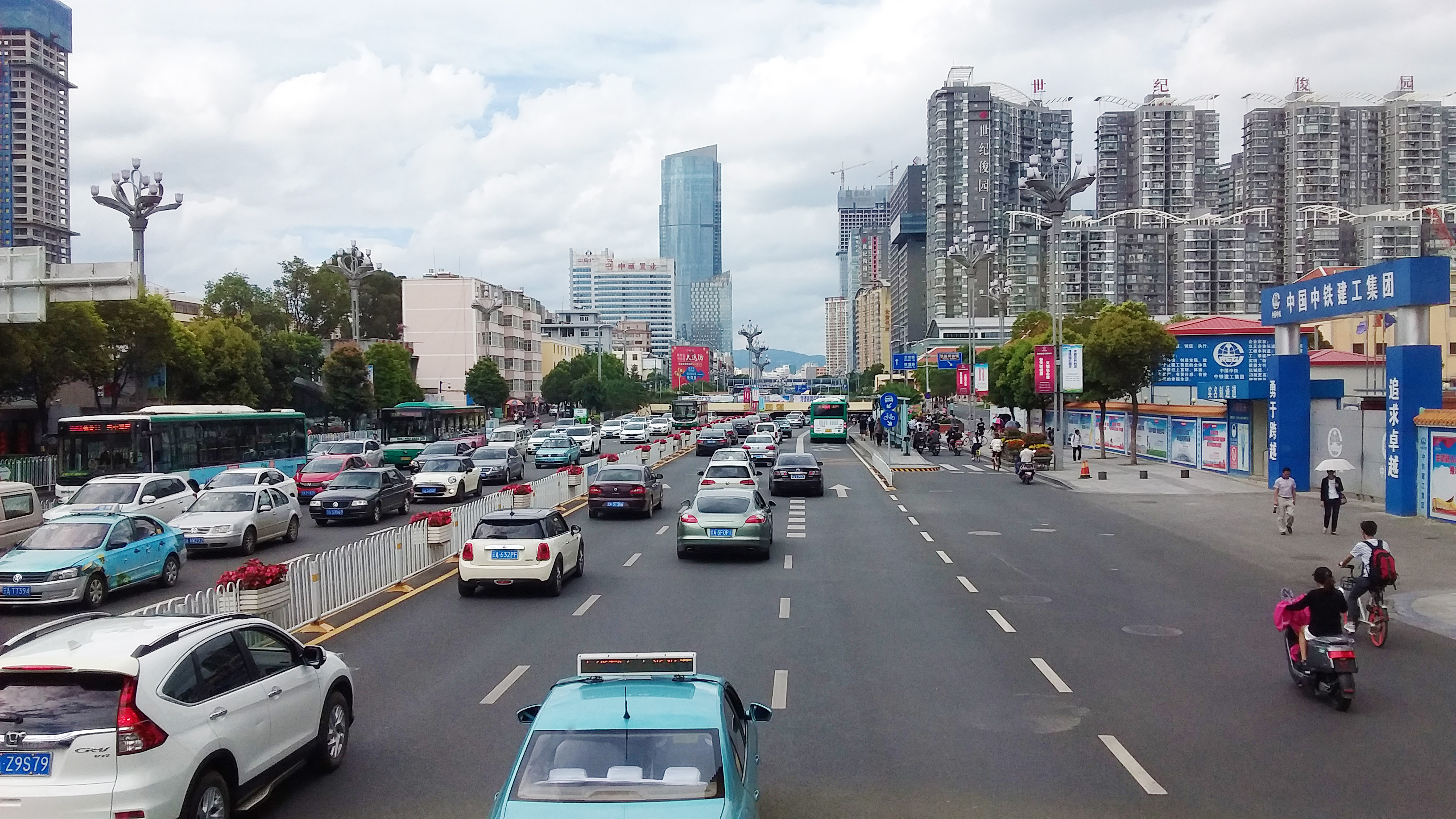
联盟街道
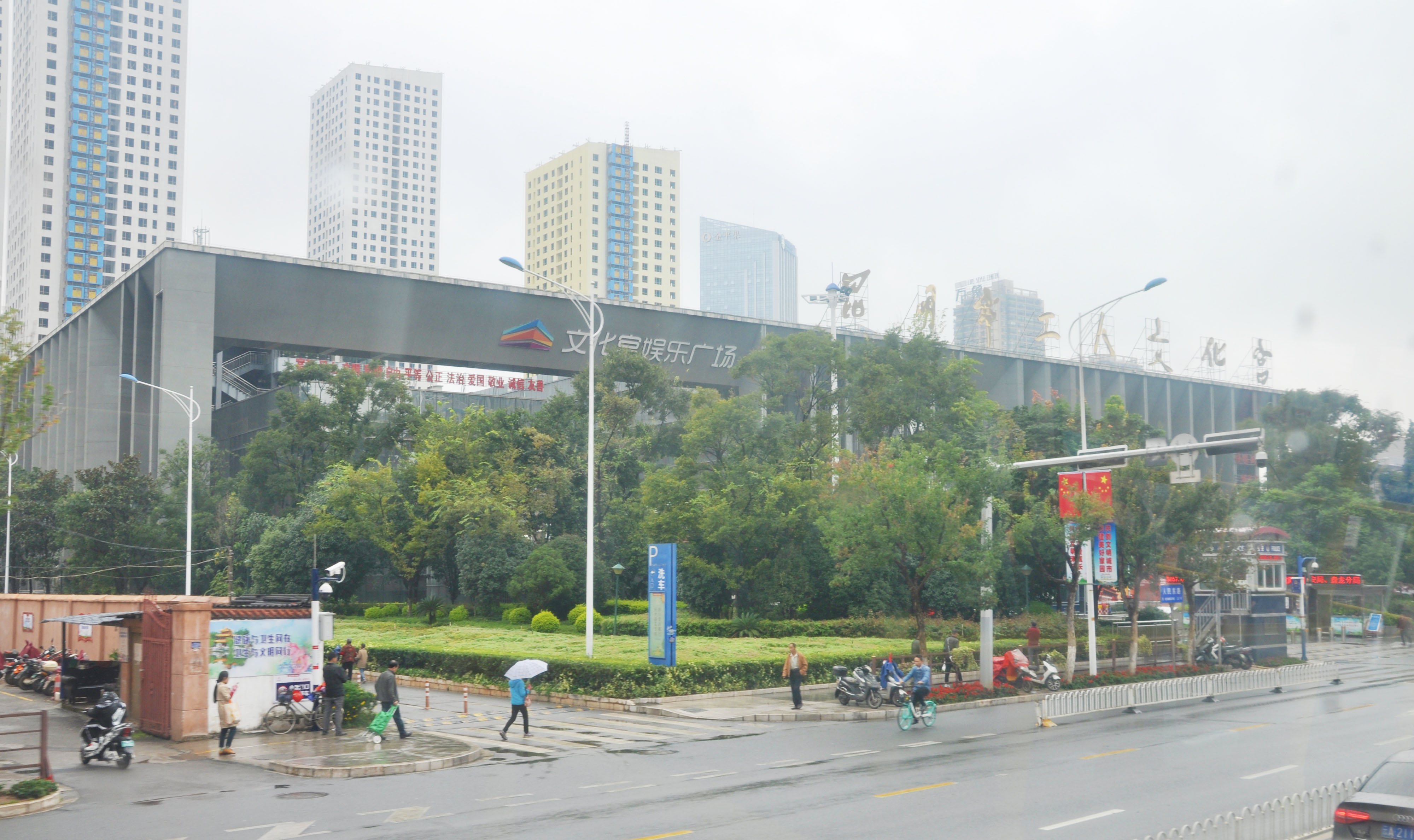
东华街道
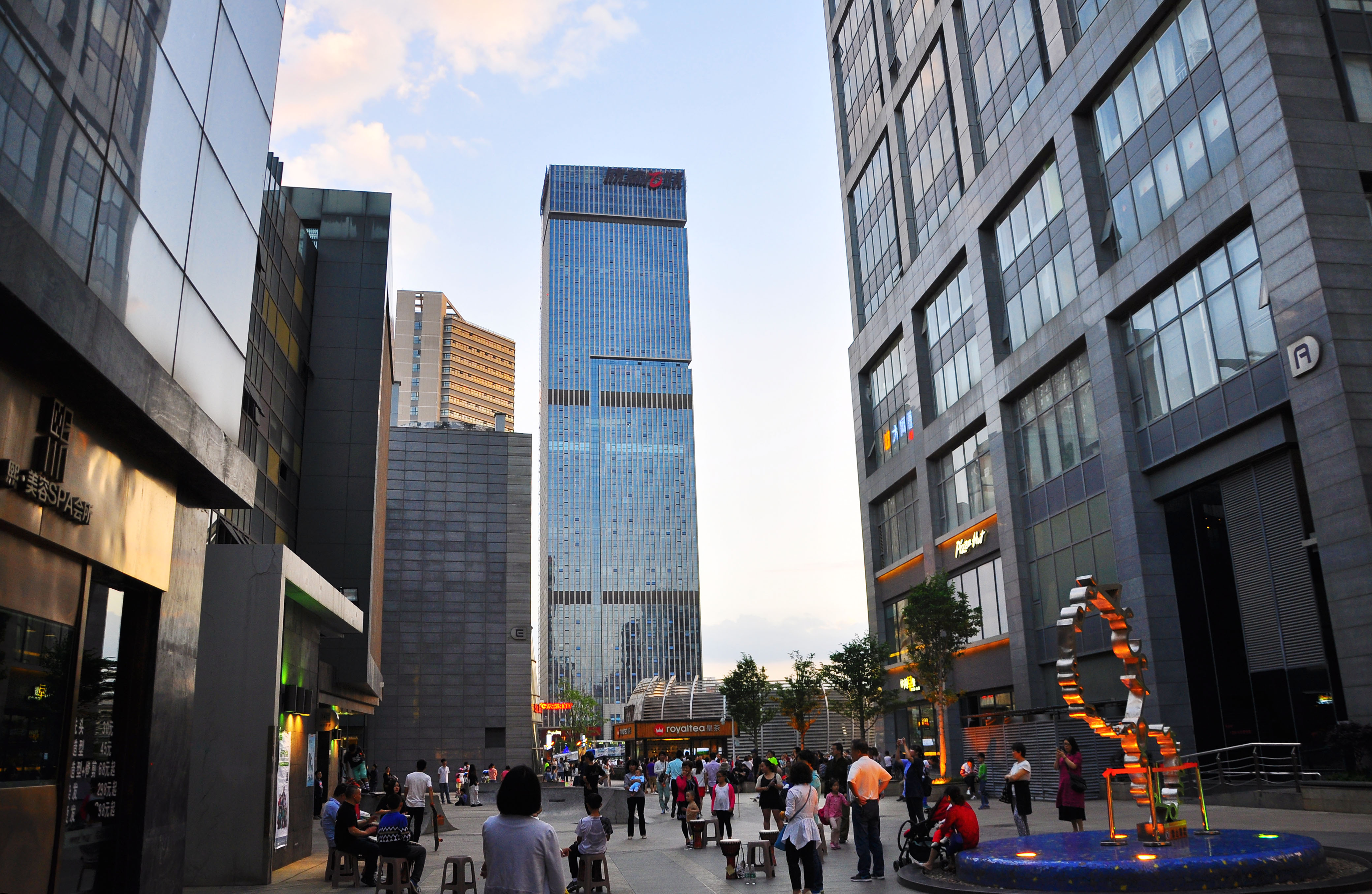
金辰街道
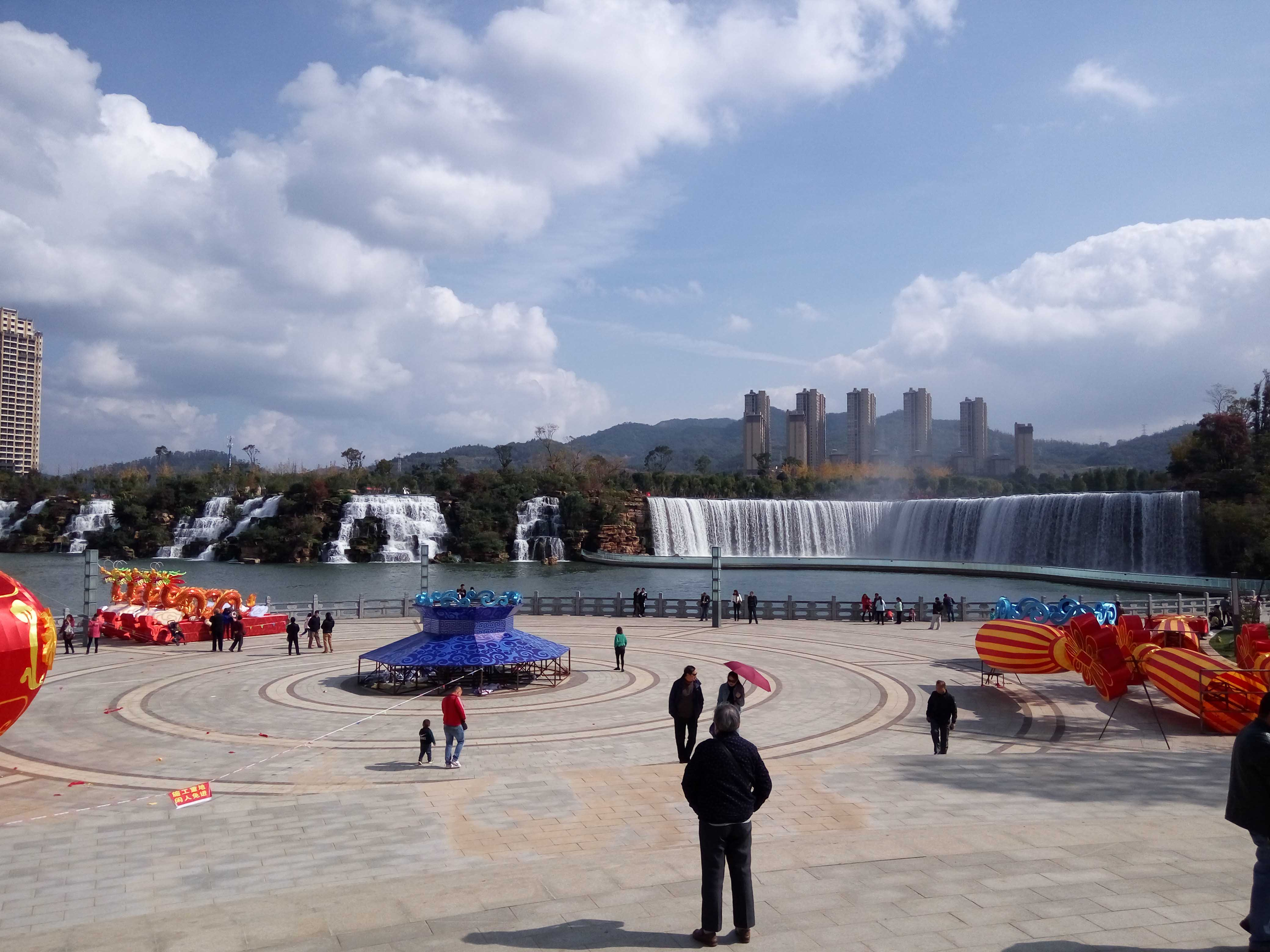
龙泉街道
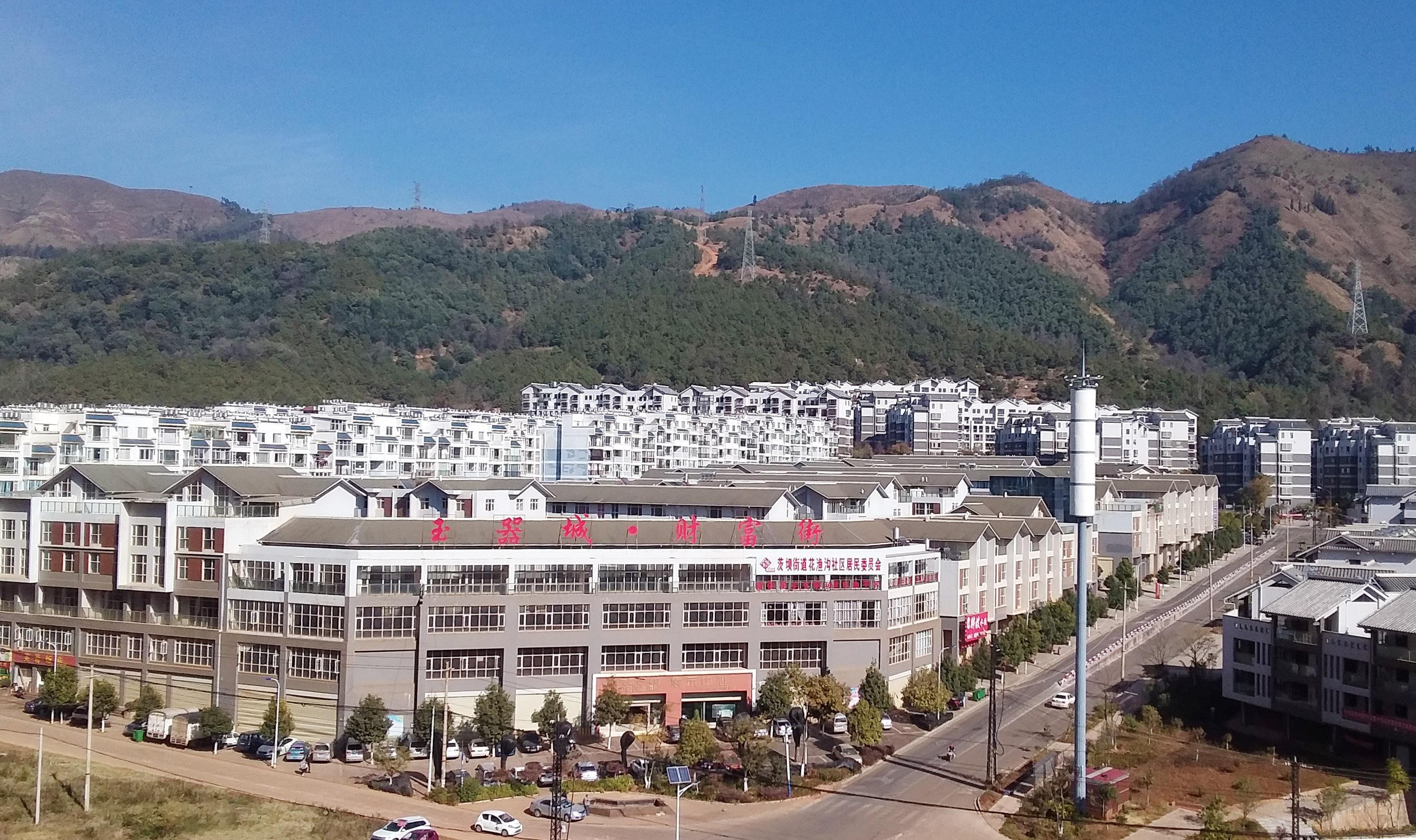
茨坝街道
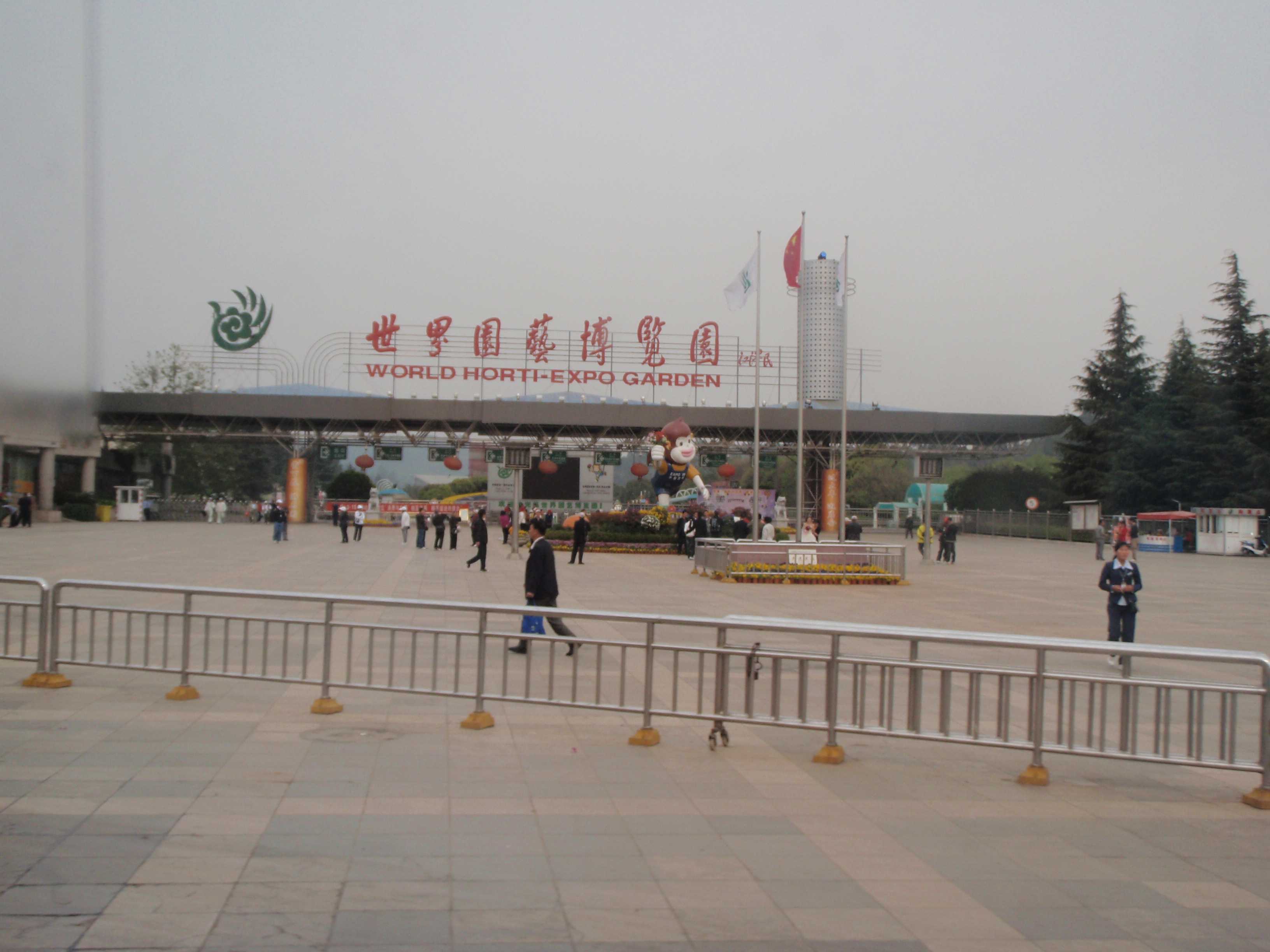
青云街道

## 经济
经过2004年行政区划调整后，盘龙区由传统商贸区变成有城有乡的格局。由于辖区886平方公里中建成区面积仅有60平方公里，超过一半的土地为松华坝水源保护区，是昆明市重要的生态屏障及饮用水源地，因而可供大规模开发的空间十分有限。盘龙区是全市唯一没有工业园区的县区，经济主要以发展商贸服务业暨楼宇（总部）经济为主。截止2019年，全区投入使用楼宇共84栋、307.3万平方米，共有税收千万元以上楼宇46栋，其中税收亿元楼14栋；总部集团型企业65家，其中世界500强及中国500强知名企业27家。盘龙区先后荣获“中国楼宇经济最具投资价值城区”“中国最佳国际营商环境城区”称号。目前昆明已建成的第一高楼昆明恒隆广场即位于盘龙区南部东风广场中央商务区。
2022年，盘龙区生产总值达1,069.71亿元，按可比价格计算，比上年增长3.0%。其中第一产业增加值5.96亿元，增长2.0%；第二产业增加值238.89亿元，增长3.8%；第三产业增加值824.86亿元，增长2.7%。三次产业结构为0.6∶22.3∶77.1。人均生产总值106,497元。城乡常住居民人均可支配收入分别为55,099元、26,760元。职工年平均工资129,517元。地方一般公共预算收入32.17亿元，人均3,203元。地方一般公共预算支出51.02亿元，人均5,080元。

## 人口
2020年第七次人口普查结果，盘龙区总人口（常住人口）共有987,955人，城镇人口927,069人（占93.84%），乡村人口60,886人（占6.16%）。共有男性499,349人、女性488,606人，性别比为102.20。0—14岁人口共139,384人（占14.11%），15—59岁人口共695,524人（占70.40%），60岁及以上人口共153,047人（占15.49%），其中65岁及以上人口共111,238人（占11.26%）。大学专科学历及以上人口有329,188人，15岁以上的文盲有14,172人，占15岁以上人口的1.67%。

## 教育

### 高等教育
云南农业大学

## 交通

### 公路
- 杭瑞高速、 昆明绕城高速、 沪昆高速过境。

### 地鐵
- █ 2号线的车站有北部汽车站、龙头街站、司家营站、羊肠村站、霖雨桥站、北辰站、金星站、白云路站、火车北站、穿心鼓楼站、交三桥站、东风广场站、塘子巷站。
- █ 3号线的车站有东部汽车站、太平村站、拓东体育馆站、东风广场站。
- █ 4号线的车站有白龙路站、火车北站。
- █ 5号线的车站有世博园站、白龙寺站、石闸站、穿金路站。
- █ 6号线的车站有东部汽车站。

## 风景名胜
- 昆明世界园艺博览园
- 云南野生动物园